# Banca centrale della Repubblica di Cina

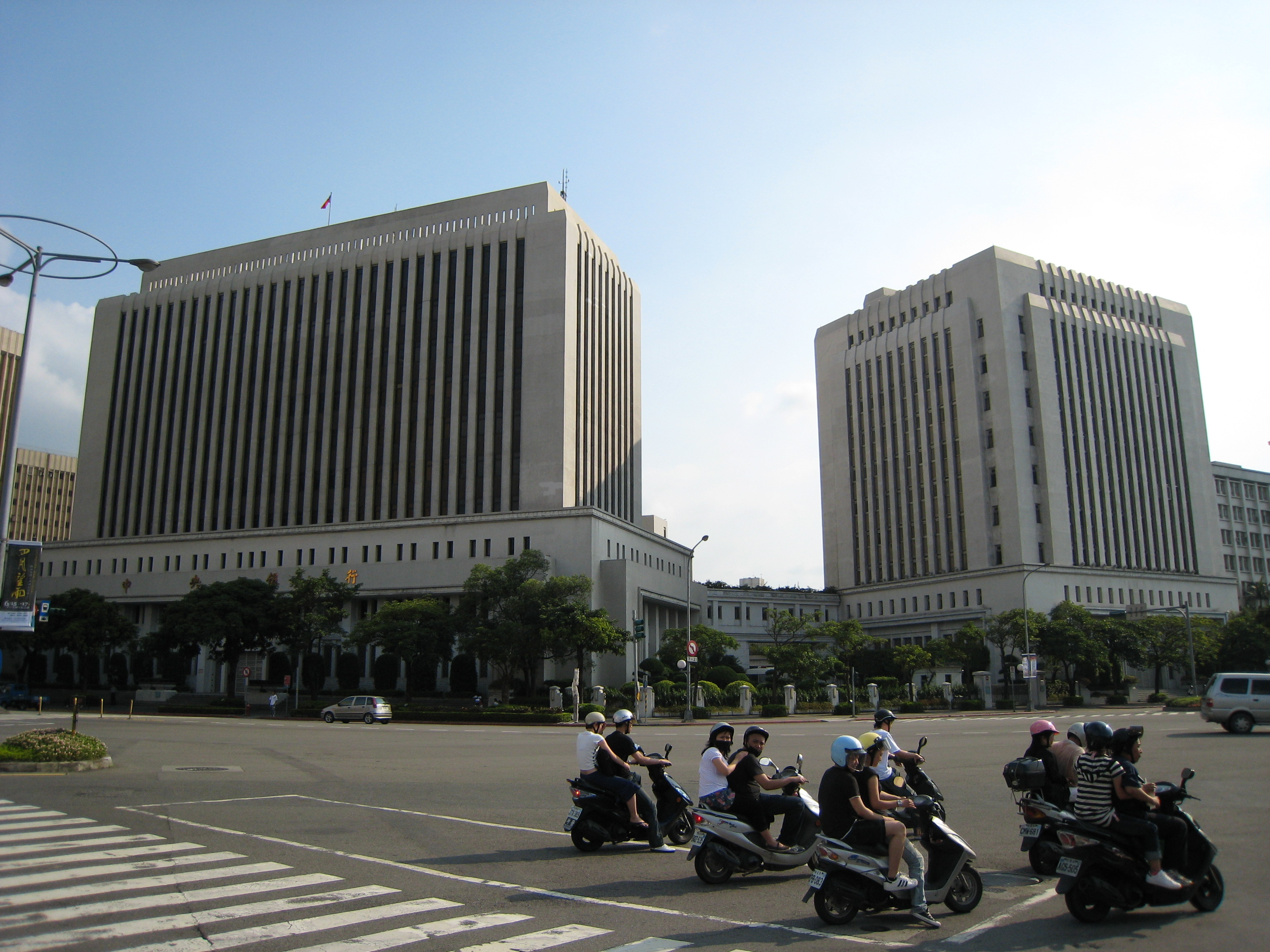
Sede centrale della Banca

La Banca centrale della Repubblica di Cina (中華民國中央銀行T, Zhōnghuá Mínguó Zhōngyāng YínhángP, lett. "Banca centrale della Repubblica di Cina"), conosciuta fino al 2007 con il nome Banca centrale di Cina è la banca centrale di Taiwan. Essa opera sotto la supervisione del gabinetto esecutivo (in inglese Executive Yuan) che raccoglie i principali ministri del governo di Taiwan.

## Storia
La banca è stata fondata nel 1924 a Canton su iniziativa di Sun Yat-sen, per finanziare lo sviluppo della Repubblica di Cina. Il nome originario era semplicemente "Banca centrale" (in caratteri cinesi: 中央銀行, traslitterata in pinyin: Zhōngyāng Yínháng).
Nel 1928 sostituì la Bank of China come banca centrale della Repubblica Cinese. In ogni modo, fino al 1942 in Cina operavano altri tre banchi d'emissione: la Bank of China, la Banca dei Contadini Cinesi (中國農民銀行, traslitterato in pinyin: Zhōngguó nóngmín yínháng) e la Banca delle Comunicazioni (交通銀行, traslitterato Jiāotōng Yínháng).
Nel 1949, con la conclusione della guerra civile cinese, la sede della Banca Centrale venne trasferita a Taipei, dove si era rifugiato il governo nazionalista guidato dal generale Chiang Kai-shek. Nel 1961 riprese le sue operazioni in qualità di banca centrale per il paese.